# Boy Harsher
Boy Harsher (également typographié BOY HARSHER) est un duo américain de synthpop formé en 2013 par Jae Matthews et Augustus Muller et basé à Northampton dans le Massachusetts aux États-Unis. Ils comptent à leur actif cinq albums studio, un album de remixes et quatre EP.
Le groupe s'inspire des sonorités électroniques et punk des années 80 pour déployer un univers autofictif sombre, qui l'inscrit dans le renouveau de la dark wave.

## Biographie

### Les débuts et Teen Dreamz (2013-2014)
Jae Matthews et Augustus se rencontrent à Savannah, en Géorgie en 2012. Il se mettent alors en couple et forment le duo Teen Dreamz en 2013. Ils changent le nom du groupe pour devenir Boy Harsher en janvier 2014, avant de rompre quelques mois plus tard. Le groupe survit à leur rupture et livre alors son premier single intitulé Pain, évoquant leur rupture amoureuse.

### Lesser Man EP(2014-2015)
Ils publient un premier EP à Savannah intitulé Lesser Man. Cet enregistrement a été réalisé sous la direction de l'ingénieur et producteur Peter Mavrogeorgis aux Dollhouse Studios. Lesser Man est édité à l'origine par Soft Science au format cassette en un nombre restreint de tirages. Lesser Man est réédité en version longue en novembre 2017 sur le label Nude Cluband, incluant un morceau inédit “Run”. L'édition numérique inclut deux morceaux bonus supplémentaires : Pain (The Soft Moon remix) et "Pain (radio edit)".
Selon l'hebdomadaire Les Inrockuptibles, Pain est « devenu par accident un hit des soirées punk et techno ». L'EP Lesser Man est « révélateur » selon le magazine Rolling Stone.

### Yr Body is NothingetCountry Girl(2016-2017)
En juin 2016, Yr Body is Nothing, le premier album est publié par DKA Records,.
En octobre 2017, sort un deuxième EP intitulé Country Girl.

### CarefuletThe Runner(2018-2022)
Le deuxième album sort le 1er février 2019 sous le nom de Careful, et trois extraits sont publiés entre octobre 2018 et janvier 2019. Il s'agit des singles Face the Fire,, Fate et LA. Le groupe annonce une tournée pour février et mars 2019 aux Etats-Unis et en Europe. La tournée affiche complet, même en France où le disque n'est pourtant pas commercialisé. L'album est classé dans les tops albums 2019 de l'hebdomadaire Les Inrockuptibles.
Le 22 juin 2019, une album de remix de Careful est publié avec différentes versions des morceaux Come Closer, Tears et LA.
En janvier 2022, est lancé un nouveau projet artistique : The Runner. Il s'agit à la fois d'un film d'horreur, d'un album et d'un synthétiseur de la marque Møffenzeef. Le film, un moyen métrage de 40 minutes, est publié le 16 janvier 2022. Il s'inscrit dans l'esthétique cinématographique de David Lynch, de John Carpenter ou encore de Dario Argento.

## Discographie

### Singles
| Année | Single                                           | Album / EP      | Description        |
| ----- | ------------------------------------------------ | --------------- | ------------------ |
| 2014  | Pain                                             | Lesser Man EP   |                    |
| 2017  | Motion                                           | Country Girl EP |                    |
| 2017  | Run                                              |                 |                    |
| 2018  | Pain II                                          |                 |                    |
| 2018  | Pain (The Soft Moon Remix)                       |                 |                    |
| 2018  | Face the Fire                                    | Careful         |                    |
| 2018  | Fate                                             | Careful         |                    |
| 2019  | LA                                               | Careful         |                    |
| 2019  | Come Closer (Marcel Dettmann Remix)              |                 |                    |
| 2020  | R.O.V. (New Beat Edit - Part Time Punks Session) |                 |                    |
| 2020  | Electric (Kris Baha Remix)                       |                 |                    |
| 2024  | House Of Self-Undoing (Boy Harsher remix)        |                 | avec Chelsea Wofle |

## Clips vidéo
- Deep Well (2016)
- Motion (2017)
- Last days (2018)
- Face the Fire (2018)
- Fate (2018)

## Filmographie
- 2022 : The Runner

## Composition du groupe
- Jae Matthews (chant)
- Augustus Muller (synthétiseurs)